# Collet du Linge
Der Collet du Linge (dt. Lingekopf), seltener auch als Col du Linge bezeichnet, ist ein 987 Meter hoher französischer Pass in den Vogesen im   Département Haut-Rhin.

## Geschichte
Während des Ersten Weltkriegs lag der Collet du Linge auf der Frontlinie, die in den Vogesen deutsche und französische Truppen trennte. Vom 20. Juli bis zum 15. Oktober 1915 war der Pass Schauplatz blutiger und verlustreicher Kämpfe (in Frankreich als Bataille du Linge bezeichnet). Französische Gebirgsjägereinheiten versuchten vergeblich, die von deutscher Seite durch die Förderbahn Drei Ähren – Uhlhorst erschlossenen und mit Bunkern und Stacheldrahtverhauen stark befestigten und von bayerischen Landwehrregimentern mit Artillerie und Maschinengewehren verteidigten Höhenzüge (Lingekopf, Barrenkopf, Kleinkopf und Schratzmännele) zu erstürmen. Nach einem letzten Gegenangriff der deutschen Truppen erstarrte die Front und der Schwerpunkt der Auseinandersetzungen verlagerte sich zum Hartmannswillerkopf. Bis zum Ende des Krieges kam es am Collet du Linge nur noch zu Artillerieduellen und Stoßtruppgefechten. Die Auseinandersetzungen an diesem Frontabschnitt forderten insgesamt 17.000 Tote.
Am 9. August 1981 wurde das Musée mémorial du Linge als Gedenkstätte offiziell eingeweiht. Diese wird von einem örtlichen Verein ehrenamtlich geführt, informiert über den Schlachtverlauf und zeigt auch französische und deutsche Fundstücke vom Schlachtfeld. Das Schlachtfeld steht als Monument historique unter Denkmalschutz.

## Tour de France
1957, 1967, 2001 und 2019 führten Etappen der Tour de France über den Collet du Linge.

### In deutscher Sprache
- Karlheinz Deisenroth: Elsass – Land zwischen den Fronten. 1699–1870, 1914–1918, 1939–1945. Kriegsschauplätze in den Vogesen und am Oberrhein. 2. Auflage. Morstadt, Kehl a. Rh. 2015, ISBN 978-3-88571-374-6, S. 76–101, 180–184, 204, 206–213
- H. Sack:  Die Schlachten und Gefechte des großen Krieges 1914–1918,  Preußische Armee. Großer Generalstab, 1919 – 560 Seiten, S. 124ff.
- Bruno Kreuter. Das K. B. Landwehr-Infanterie-Regiment, Nr. 1: Nach den amtlichen Kriegstagebüchern dargestellt. Nr. 1, Verlag M. Schick, 1934 – 218 Seiten, speziell S. 97ff. Juli-Augustkämpfe
- Ritter Eduard von Herold: Das K. B. Reserve-Feldartillerie-Regiment, Nr. 8, Verlag M. Schick, 1927 – 200 Seiten, S. 37 ff.
- Heinz Uhl, Die Geschichte des K. B. 6. Feldartillerie-Regiments, Prinz Ferdinand von Bourbon, Herzog von Calabrien: nach den amtlichen Kriegstagebüchern und privaten Aufzeichnungen der Kameraden, B. Sporn, 1931 – 270 Seiten, S. 200ff.
- Der Weltkrieg: illustrierte Kriegs-Chronik des Daheim, Nr.  10, Daheim, Velhagen & Klasing, 1919
- Jan Oeltjen: Ich bin kein Krieger und will es nicht werden, Kriegstagbücher und Briefe an Elsa Oeltjen, als PDF-Dokument online auf :
- Georg Hertling (Graf von), Hugo Lerchenfeld-Köfering (Graf), Ernst Deuerlein, H. Boldt, Briefwechsel Hertling-Lerchenfeld 1912–1917: dienstliche Privatkorrespondenz zwischen dem bayerischen Ministerpräsidenten Georg Graf von Hertling und dem bayerischen Gesandten in Berlin Hugo Graf von und zu Lerchenfeld, Nummer 50, Teil 1, 1973–1048 Seiten
- Armand Durlewanger: Der Lingekopf 1915.  Editions S.A.E.P., Colmar 1981
- Vallée de Munster: Communauté de Communes (Hrsg.): Historischer Rundweg 1914–18 Hohrodberg-Linge. Impr. Lefranc, Munster 2008

### In französischer Sprache
- Joseph-Auguste Bernardin (Memoriale du Linge): Dans la Fournaise du Linge avec le 5e B.C.P. (Juillet – Août 1915). Ed. d'Alsace, Colmar 1981
- Florian Hensel: Le Lingekopf. De 1915 à nos jours. Destruction, remise en état, revalorisation d'un champ de bataille alsacien de la Première Guerre mondiale. Jérôme Do Bentzinger, Colmar-Strasbourg 2013. ISBN 978-2-84960-362-8
- Philippe Orain (Hrsg.): Les champs de bataille Alsace Moselle. Les combats des Vosges, S. 216. Guides Tourisitique Michelin, Boulogne-Billancourt 2013. ISBN 978-2-06-717985-1